# آندژی شچتکو
آندژی شچتکو (لهستانی: Andrzej Szczytko؛ ‏ [ʂt͡ʂɨtkɔ]؛ زادهٔ ۹ اکتبر ۱۹۵۵ - ۱۱ ژوئن ۲۰۲۱) کارگردان فیلم و بازیگر اهل لهستان بود. وی از سال ۱۹۷۷ میلادی تاکنون مشغول فعالیت بود.
از فیلم‌ها یا مجموعه‌های تلویزیونی که وی در آن‌ها نقش داشته است، می‌توان به جمهوری امید، موج جرم و جنایت، با آتش و شمشیر (فیلم)، با آتش و شمشیر (مجموعه تلویزیونی)، خانه کشیش، پوزنان ۵۶، صد سال خاندان وینیخ و ع چون عشق اشاره نمود.